# Karl August Hermann
Karl August Hermann (Võhma, Põltsamaa, Estonia, 23 de septiembre de 1851 – Tartu, Estonia, 11 de enero de 1909) fue un lingüista, periodista y compositor estonio.

## Educación
Karl August Hermann, hijo de un herrero, asistió a la escuela primaria en Põltsamaa. Más tarde se trasladó a San Petersburgo donde se graduó. Comenzó siendo profesor asistente en la parroquia de Põltsamaa y posteriormente, de 1871 a 1873, en San Petersburgo.
De 1874 a 1878, Karl August Hermann estudió teología en la Universidad de Tartu y, a continuación, Lingüística Comparada en la Universidad de Leipzig de 1878 a 1880. Allí también obtuvo un doctorado en filosofía.

## Despertar nacional
Seguidamente se mudó a Tartu. Desde 1882 trabajó como editor del periódico estonio Eesti Postimees. También participó activamente en numerosos clubs y en comités estonios.
Karl August Hermann apoyando este despertar nacional estonio, pidió una mayor autoconfianza al pueblo estonio. En 1886 compró el periódico Postimees Perno, que publicó en Tartu y más tarde cambió de nombre a Postimees. En 1889 también trabajó como profesor de idioma estonio en la Universidad de Tartu. En 1896 Karl August Hermann, vendió sus acciones del Postimees.

## Música
Karl August Hermann se dedicó también a la música, la historia, la lingüística, el periodismo y muchas otras áreas. Fue el autor de la primera ópera estrenada en Estonia en 1908, Uku ja Vanemuine (en español: Uku y Vanemuine). Esta ópera trataba el tema del origen de los estonios, provenientes supuestamente de los sumerios. También publicó numerosas canciones de Estonia y, de 1885 a 1887, artículos en la revista mensual de música estonia Laulu ja mängu. Karl August Hermann fue también director de varios festivales de canciones de Estonia.

## Idioma estonio
Karl August Hermann fue un profesor que participó activamente en la normalización de la lengua literaria de Estonia. Entre 1884 y 1896 publicó la primera gramática completa de Estonia. También colaboró activamente como creador de nuevas palabras en estonio. Dejó sin terminar su primera Enciclopedia en estonio, donde trabajó desde 1900 hasta su muerte.
- Datos: Q721139
- Multimedia: Karl August Hermann / Q721139